# Karl Steger
Karl Steger, auch Carl Steger, (geboren 6. Januar 1889 in Feuerbach; gestorben 31. August 1954 in Friedrichshafen) war ein deutscher Pfarrer und Vertreter der „Deutschen Christen“ sowie zeitweilig württembergischer Landtagsabgeordneter der Deutschvölkischen Freiheitspartei.

## Leben
Karl Steger war der Sohn eines Lehrers und wuchs im noch dörflichen Feuerbach auf. Er besuchte das Stuttgarter Eberhard-Ludwigs-Gymnasium. Für den  Einjährigen Wehrdienst war er untauglich und konnte daher ab  1908 Theologie studieren. Nach dem ersten theologischen Dienstexamen 1912 durchlief er mehrere Vikarstellen und erhielt 1916 in Massenbach seine erste Pfarre, die Kommune verlieh ihm 1929 für langjährige Dienste das Ehrenbürgerrecht. Steger heiratete 1919 die Fabrikantentochter Frieda Binder aus Tuttlingen, die Ehe wurde 1929 geschieden, Steger war danach mit Herta Nopper (1902–1979) verheiratet. Steger wurde 1923 mit einer Dissertation über Moritz Mohl an der Universität Tübingen bei Adalbert Wahl promoviert.
Steger schloss sich politisch der Deutschvölkischen Freiheitspartei an und wurde 1924 als einer von drei Abgeordneten der Partei, die als Völkisch-Sozialer Block kandidierte, in den Württemberger Landtag gewählt. Bei der Vereinigung der Partei mit der NSDAP 1927 ging er zum Landbund.
Ab 1929 war Steger 2. Stadtpfarrer in Friedrichshafen und engagierte sich mit seiner Frau bei den 1932 entstehenden völkischen und antisemitischen Deutschen Christen (DC). Nach der Machtübergabe an die Nationalsozialisten wurden auf Basis eines von Hitler erlassenen Reichsgesetzes am 23. Juli 1933 Kirchenwahlen durchgeführt und die Kirchensynoden danach neu zusammengesetzt, wobei den Vertretern der DC jeweils die Mehrheit zufiel. Steger saß für den Kirchenbezirk Ravensburg im  Landeskirchentag (LKT) der Evangelischen Landeskirche in Württemberg und wurde zu dessen Präsidenten gewählt. Die Absetzung des Landesbischofs Theophil Wurm und die völlige Unterordnung der Landeskirche unter das Führerprinzip mit Ludwig Müller als Reichsbischof misslang allerdings den Deutschen Christen in Württemberg, und rief den Widerstand der Bekennenden Kirche hervor. Steger entschuldigte sich 1935 bei Wurm für die im Kirchenkampf gefallenen öffentlichen Beschuldigungen, und Wurm nahm die Entschuldigung an. Steger behielt aber sein Wahlamt als Präsident des LKT und vertrat in seiner Gemeinde weiterhin die politischen Positionen der Nationalsozialisten, auch wenn er nach 1936 von den Deutschen Christen abrückte.
Nach Kriegsende wurde Steger als Zeichen der Selbstreinigung der Evangelischen Kirche in Württemberg gegenüber der alliierten Besatzungsmacht „geopfert“ und zum Rücktritt als Präsident des LKT veranlasst, wobei Wurm ihm andererseits einen Persilschein ausstellte.
Der Kirchengemeinderat in Friedrichshafen verlangte nun von der Landeskirche eine Amtsenthebung Stegers, die auch schließlich im Oktober 1947 vollzogen wurde, obwohl von Stegers Verteidigern in der Pfarre 500 Unterschriften für seinen Verbleib gesammelt wurden, darunter die von Friedrich Wilhelm Gutbrod und der Familie Ludwig Dürr.

## Schriften (Auswahl)
- Die politischen Gedanken Moriz Mohls. Maschinenschriftlich. Tübingen, Diss., 1923
- Es war einmal : Bilder aus dem Leben einer kleinen deutschen Reichsstadt. Schorndorf: Bacher, 1951
- Pilatus : Tragödie eines Richters und Menschen. Schorndorf: Bacher, 1953